# Cladonia pleurota
Cladonia pleurota (Flörke) Schaer.(1850), è una specie di lichene appartenente al genere Cladonia,  dell'ordine Lecanorales.
Il nome deriva dal greco πλέυρον, plèuron, cioè costola, per la forma un po' inclinata.

## Caratteristiche fisiche
Il tallo è di colore da grigio-verde a verde-giallo. I podezi sono di altezza variabile da 0,5 a ben 3 centimetri, con ampie coppe, simili a quelle di C. pyxidata. I soredi hanno forma e consistenza granulosa.

## Habitat
Specie montana, di clima da artico-alpino a montano-boreale. Rinvenuto su suoli e su legni marcescenti, più raramente su ceppaie di tronchi in habitat più aperti. Predilige un pH del substrato con valori intermedi fra molto acido e subneutrale. Il bisogno di umidità è più igrofitico che mesofitico.

## Località di ritrovamento
La specie, da considerarsi cosmopolita, è stata reperita nelle seguenti località:
- Canada (Manitoba, Nuova Scozia, Ontario, Alberta, Columbia Britannica, Terranova, Labrador, Québec (provincia), Saskatchewan, Yukon, Nuovo Brunswick);
- Germania (Sassonia-Anhalt, Baden-Württemberg, Berlino, Essen, Meclemburgo, Turingia, Baviera, Brandeburgo, Renania Settentrionale-Vestfalia, Renania-Palatinato, Sassonia, Schleswig-Holstein);
- USA (Idaho, Alaska, Colorado, Connecticut, New Hampshire, New Jersey, New York, Illinois, Delaware, Distretto di Columbia, Indiana, Maine, Maryland, Massachusetts, Minnesota, Montana, Ohio, Oregon, Rhode Island, Texas, Vermont, Virginia Occidentale, Wisconsin, Hawaii, Alabama, Michigan);
- Austria (Oberösterreich, Steiermark);
- Australia (Australia occidentale, Nuovo Galles del Sud);
- Spagna (Aragona, Madrid);
- Cina (Mongolia interna, Xizang, Tibet, Anhui, Fujian, Zhejiang);
- Andorra, Antartide, Argentina, Brasile, Cile, Corea del Sud, Danimarca, Estonia, Finlandia, Georgia del Sud, Giappone, Groenlandia, India, Irlanda, Islanda, Isole Orcadi meridionali, Isole Svalbard, Lituania, Lussemburgo, Mongolia, Norvegia, Nuova Zelanda, Oceania, Polonia, Portogallo, Regno Unito, Repubblica Ceca, Romania, Serbia, Svezia, Ungheria, Venezuela.

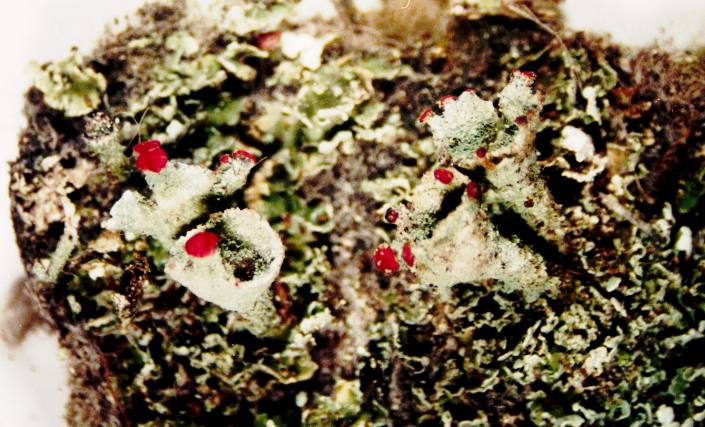
Cladonia pleurota

In Italia è presente, ma poco comune, in tutto il Trentino-Alto Adige e la Valle d'Aosta, nell'arco alpino piemontese e nella Lombardia settentrionale; è alquanto rara nella parte settentrionale del Veneto, nelle zone alpine friulane e in poche località della parte occidentale dell'Emilia-Romagna.

## Tassonomia
Questa specie va riferita alla sezione Cocciferae, e presenta le seguenti forme, sottospecie e varietà (al 2008):
- Cladonia pleurota f. chthonoblastes Erichsen (1943).
- Cladonia pleurota f. coronata (Delise) M. Choisy (1951).
- Cladonia pleurota f. cristata (Aigret) Motyka (1964).

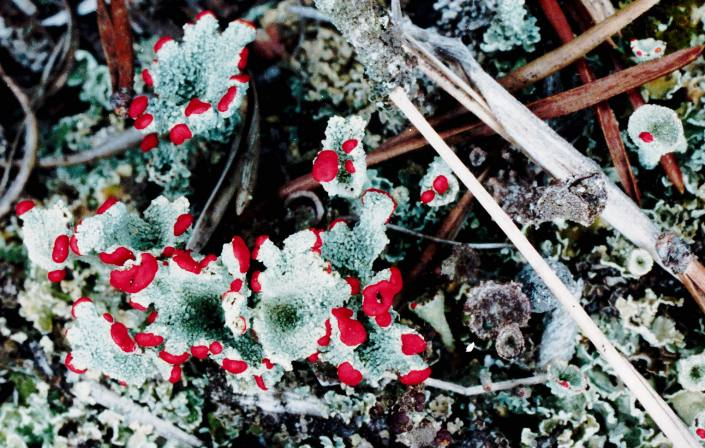
Cladonia pleurota

- Cladonia pleurota f. dahlii C. Massal. (1889).
- Cladonia pleurota f. decorata (Vain.) M. Choisy (1951).
- Cladonia pleurota f. denticulata Asahina (1950).
- Cladonia pleurota f. dubia M. Choisy (1951).
- Cladonia pleurota f. extensa (Hoffm.) Mig. (1927).
- Cladonia pleurota f. frondescens (Nyl.) Asahina (1939).
- Cladonia pleurota f. lateralis (Schaer.) Hillmann (1957).
- Cladonia pleurota f. pedicellata (Schaer.) M. Choisy (1951).
- Cladonia pleurota f. pleurota (Flörke) Schaer. (1850).
- Cladonia pleurota f. polycephala (Ach.) M. Choisy (1951).

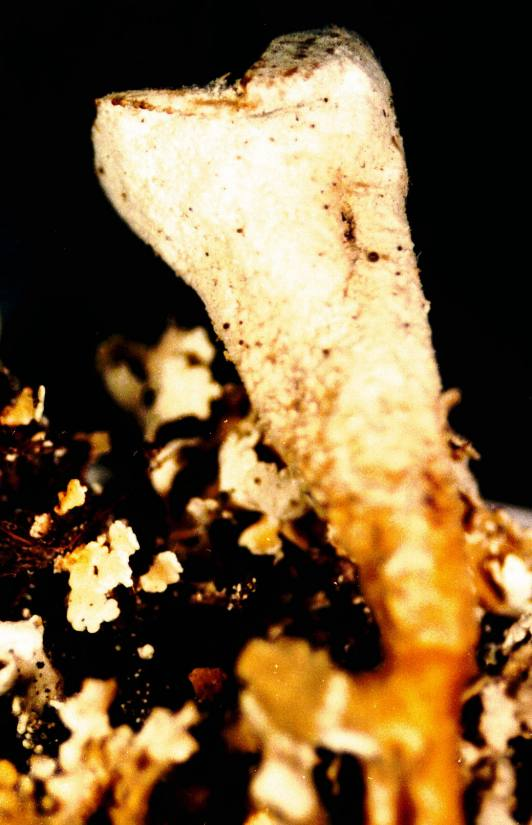
Cladonia pleurota

- Cladonia pleurota f. revoluta Anders (1936).
- Cladonia pleurota f. squamulosa (Aigret) Motyka (1964).
- Cladonia pleurota f. tubulosa Asahina (1950).
- Cladonia pleurota subf. coronata (Sandst.) Hillmann (1957).
- Cladonia pleurota subf. discifera (Sandst.) Hillmann (1957).
- Cladonia pleurota subf. pleurota (Flörke) Schaer. (1850).
- Cladonia pleurota var. dahlii Asahina (1971).
- Cladonia pleurota var. digitiformis Räsänen (1932).
- Cladonia pleurota var. esorediata Asahina (1950).
- Cladonia pleurota var. esorediosa Asahina
- Cladonia pleurota var. esorediosa f. extensa (Hoffm.) Sandst.
- Cladonia pleurota var. hygrophila Asahina (1939).
- Cladonia pleurota var. pleurota (Flörke) Schaer. (1850).
- Cladonia pleurota var. pleurota f. cerina (Nägeli) Anders
- Cladonia pleurota var. stemmatina (Ach.) M. Choisy (1951).